# Napoleon XIV
Napoleon XIV, pseudoniem van Jerry Samuels (New York, 3 mei 1938 – Phoenixville, 10 maart 2023), was een Amerikaans singer-songwriter.

## Loopbaan
Als liedjesschrijver genoot hij enige bekendheid dankzij het liedje The Shelter of Your Arms, het titelnummer van een succesvol album van Sammy Davis jr. Als zanger was hij een eendagsvlieg. In 1966 had hij zijn enige hit, They're Coming to Take Me Away, Ha-Haaa!
Samuels werkte als geluidstechnicus toen hij They're Coming to Take Me Away, Ha-Haaa! opnam. Na deze hit maakte Napoleon XIV nog een tweede single, een lp, en in 1990 They're Coming to Get Me Again, Ha-Haaa!, een vervolg op They're Coming to Take Me Away, Ha-Haaa!. Het publiek hield het echter voor gezien.
Sinds 1984 werkte Jerry Samuels behalve als zanger ook als agent die optredens boekte voor artiesten. Hij overleed op 84-jarige leeftijd aan de gevolgen van de ziekte van Parkinson.

## They're Coming to Take Me Away, Ha-Haaa!
In dit lied, een rap avant la lettre, reciteert hij hoe zijn hond is weggelopen. Daarvan is hij compleet buiten zinnen geraakt, maar gelukkig verwacht hij elk moment 'die aardige jongemannen in hun schone witte jassen', die hem naar een 'gelukkig tehuis' zullen brengen. De manier waarop het nummer wordt gebracht, doet denken aan het latere hiphop. Op sommige plaatsen wordt het nummer versneld afgespeeld om de waanzin van Napoleon XIV te benadrukken. Op de achterkant stond hetzelfde nummer, maar dan achterstevoren: !aaaH-aH, yawA eM ekaT oT gnimoC er’yehT van VIX noelopaN.
Het nummer haalde in de Verenigde Staten de derde plaats in de Billboard Hot 100 en in Groot-Brittannië de vierde plaats in de UK Singles Chart. In Nederland bereikte het nummer de dertiende plaats, maar wel samen met twee vertalingen: Ze Nemen Me Eindelijk Mee, Ha-Haaa! door Tineke de Nooij, uitgevoerd door Floris VI (Dick Rienstra), en een nummer met dezelfde titel, maar een andere tekst, van Hugo de Groot (Cees de Man).
Er kwam al direct in 1966 een antwoord van 'Josephine XV': I'm Happy They Took You Away, Ha-Haa! Het lied is diverse malen gecoverd (bijvoorbeeld door Amanda Lear) en geparodieerd (bijvoorbeeld door The Barron Knights). Er kwamen diverse vertalingen, ook in het Nederlands. Naast die van Floris VI en Hugo de Groot was er ook een bewerking door Bob Bouber onder de titel Ik wil me Donaldukkie (1968).
In de Vlaamse serie Lili en Marleen is het nummer te horen wanneer een van de hoofdpersonages een act uitvoert met dit lied.